# Dupla jornada

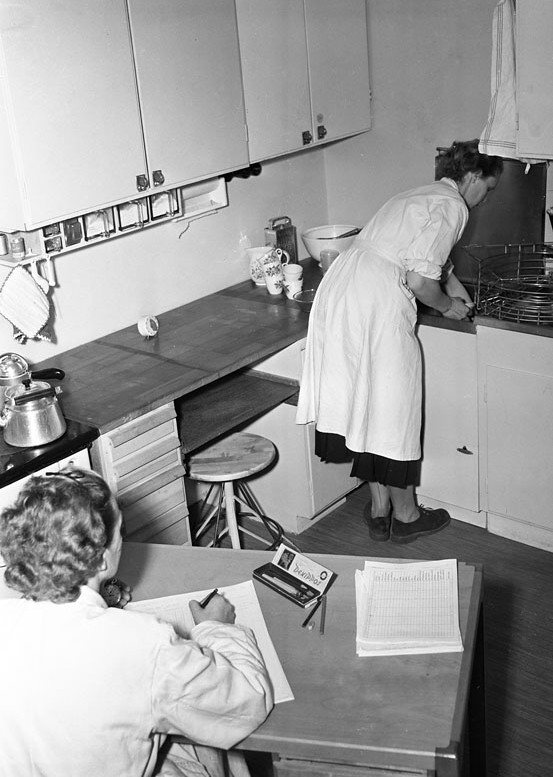
Uma mulher cozinha, supervisionada por um professor, em um instituto de economia doméstica em Estocolmo, Suécia. (1950)

Uma carga dupla (também chamada de jornada dupla, segundo turno e jornada dupla) é a carga de trabalho das pessoas que trabalham para ganhar dinheiro, mas que também são responsáveis por quantidades significativas de trabalho doméstico não remunerado. Este fenômeno também é conhecido como a Segundo Turno no livro de mesmo nome de Arlie Hochschild. Em casais em que ambos os parceiros têm empregos remunerados, as mulheres geralmente gastam significativamente mais tempo do que os homens em tarefas domésticas e trabalhos de cuidado, como criar filhos ou cuidar de familiares doentes. Esse resultado é determinado, em grande parte, pelos papéis tradicionais de gênero que foram aceites pela sociedade ao longo do tempo. As restrições do mercado de trabalho também desempenham um papel na determinação de quem faz a maior parte do trabalho não remunerado.
Esforços têm sido feitos para documentar os efeitos dessa dupla jornada sob os casais colocados em tais situações.  Muitos estudos traçam os efeitos da divisão sexual do trabalho e, geralmente, houve uma diferença notável entre o tempo que homens e mulheres contribuem para o trabalho não remunerado.

## Cargas de trabalho desiguais em todo o mundo

### No mundo industrializado

#### Pré-Segunda Guerra Mundial
O modelo tradicional de dona de casa-homem arrimo de família caracterizou o emprego feminino antes da Segunda Guerra Mundial. Na virada do século XX, nos Estados Unidos continentais, apenas 18% das mulheres com mais de 15 anos relataram receber renda de emprego não agrícola. Essas mulheres eram tipicamente jovens, solteiras, brancas e nativas. Em contraste, as mulheres casadas na força de trabalho não agrícola eram "predominantemente negras ou imigrantes e muito pobres". As mães trabalhadoras muitas vezes deixavam a força de trabalho quando seus filhos tinham idade suficiente para ganhar dinheiro.
A efusão de oportunidades ocupacionais no início da década de 1920, como em "⁣cafeterias, creches, lavanderias e outras instalações, parecia libertar as mulheres das tarefas domésticas, para participem plenamente da esfera da produção".
Essa migração de mulheres para a força de trabalho abalou a ideologia tradicional dos papéis de gênero, mas, mais importante, foi catalisador para que o fardo da dupla jornada, outrora invisível, se tornasse perceptível.  A década de 1930 "encorajou as mulheres a cumprir o que Stalin chamou 'grande e honroso dever que a natureza lhes deu'."  Evidente na União Soviética, "um culto da maternidade oficialmente patrocinado pelo Estado, sustentado pela legislação anti-aborto acompanhado por uma 'depressão dos padrões de vida' levou à imensa demanda da indústria por trabalhadores, que levaram as mulheres ao trabalho industrial, em números sem precedentes".  As mulheres urbanas, assim, se viram assumindo a "dupla jornada" (também conhecida como "turno duplo") do trabalho assalariado, fora de casa e a maior parte do trabalho não remunerado dentro dele.”  A Segunda Guerra Mundial é tipicamente vista como catalisadora para o aumento do emprego feminino. Melhor exemplificado pela propaganda de uma trabalhadora eficiente e patriótica, por Rosie the Riveter, a Segunda Guerra Mundial aumentou a demanda por mão de obra feminina para substituir os “16 milhões de homens mobilizados para servir nas Forças Armadas”. Enquanto uma quantidade substancial de mulheres trabalhava em fábricas da indústria bélica, a maioria dos empregos estava no setor de serviços. Isso fez com que as expectativas de gênero para aquela época fossem alteradas e os papéis fossem testados e reatribuídos para as próximas décadas, mas não deixando de atribuir às mulheres serviços ligados ao cuidado e manutenção do “lar”.
O período pós-Segunda Guerra Mundial é marcado por níveis relativamente altos de participação feminina na força de trabalho, principalmente nos países industrializados, como os os Estados Unidos. Embora uma grande proporção de mulheres tenha saído da força de trabalho imediatamente após a Segunda Guerra Mundial, a ideia de mulheres na classe trabalhadora conseguiu se enraizar e se “normalizar”, apesar de ainda enfrentarem pressões sociais para dedicassem apenas ao lar e à família. "Em 2001, 47% dos trabalhadores americanos eram mulheres, e 61% das mulheres com mais de 15 anos estavam na força de trabalho." Além do aumento da demanda de mão de obra feminina, outros fatores contribuíram para o crescimento de sua participação, como mais oportunidades educacionais e idades mais liberais com relação ao casamento e a procriação.
A ideia da dupla jornada está mais evoluída com os tempos em relação a ambos os sexos e seus novos papéis.  O papel de cuidador às vezes é esperado das mulheres, mas à medida que mais mulheres entram na força de trabalho, uma ideologia "independente" parece ter efeito e força algumas mulheres a decidirem entre uma carreira ou uma família. Algumas podem escolher estritamente um ou outro, outras podem optar por carregar o fardo de ambos de manter os estilos de vida. "Alguns homens modernos tendem a acreditar no princípio da divisão igualitária do trabalho doméstico, mas não conseguem realmente viver de acordo com essa crença".  O constante cabo de guerra em relação ao tempo e onde ele poderia ou deveria ser gasto, cria uma dificuldade um pouco maior que as anteriores.  Os tempos modernos iluminam o dilema que muitos casais de dupla renda, em sua maioria heterossexuais, enfrentam ao tentar conciliar o trabalho doméstico não remunerado e o emprego remunerado.  O fardo de abranger ambas as ideologias, afeta ambos os gêneros nas sociedades atuais.

### América latina
Devido à globalização nos últimos trinta anos, o poder do trabalhador não qualificado diminuiu e, assim, a economia informal floresceu. Na América Latina, há um número abundante de trabalhadores para contribuir no trabalho doméstico e, consequentemente, o serviço doméstico é barato, diminuindo as tensões familiares em torno da questão do trabalho doméstico, para aquelas que possuem conduções financeiras para financiar. Atualmente, cerca de metade da população ativa está empregada no setor informal, levando ao “desemprego, subemprego e vulnerabilidade social”. Por causa disso, houve um sério atraso no fornecimento de bem-estar para o cuidado de crianças e idosos, porque a pressão para fornecer direitos às famílias trabalhadoras é mínima. Além disso, as trabalhadoras domésticas, muitas vezes deixam seus países para trabalhar no setor informal nos países do norte, de modo a aumentar a renda de suas famílias, obter maior qualidade de vida e segurança, retardando também a pressão para que os governos forneçam ajuda a essas famílias. No entanto, houve uma mudança desde os anos 2000 no pensamento sobre o trabalho não remunerado, devido ao influxo de empregos remunerados para mulheres e à escassez de pessoas disponíveis para realizar o trabalho doméstico.
Embora o aumento de empregos para mulheres tenha trazido benefícios em mudanças de políticas para famílias onde ambos tutores trabalham, tem havido debates sobre as condições dos locais de trabalho. No México, há um afluxo da indústria maquiladora, que produz produtos que serão vendidos nos países desenvolvidos. A força de trabalho, majoritariamente feminina, é muitas vezes explorada por ter condições de trabalho inseguras, e o estresse é uma das principais causas de muitas doenças dessas mulheres.
Outra questão crescente é o aumento dos programas de transferência condicional de renda na América Latina, como o programa Oportunidades no México. Embora este programa tenha como objetivo proporcionar às famílias pobres um aumento de renda, as condicionalidades levaram à escassez de tempo para os membros da família encarregados de cumprir as condições, na maioria das vezes a mulher. Isso aumentou a desigualdade da carga de trabalho na família.

### Europa Ocidental
Desde a década de 1960, a Europa Ocidental tem participado de uma série de debates políticos para aumentar os direitos das mulheres no mercado de trabalho. Nos anos 2000, houve uma mudança, considerando os direitos das mulheres, os direitos das mães, com foco nos direitos das mulheres grávidas assim como das mães. No entanto, houve problemas com a criação de leis especificamente para as mães. Ainda existe o preconceito de gênero inerente de que são as mulheres que devem cuidar dos filhos.
Algumas partes da Europa Ocidental, especialmente os países escandinavos, vêm criando políticas favoráveis à família que os ajudaram a igualar a diferença de gênero na participação na força de trabalho. Os países nórdicos têm as maiores taxas de participação feminina na força de trabalho do mundo e as diferenças salariais estão entre as mais baixas. A ajuda do governo na prestação de cuidados aos idosos e aos jovens permitiu que as mulheres na Escandinávia fizessem parte da população trabalhadora a uma taxa quase tão alta quanto a dos homens. Exemplos de ajuda do governo incluem licença parental paga, benefícios e programas de reentrada pós-maternidade. Tais programas levaram a uma maior participação das mulheres na força de trabalho, bem como uma maior taxa de natalidade e uma economia robusta.

### Europa Oriental
Sob o comunismo, todos tinham emprego garantido. No entanto, as mulheres sofreram a dupla carga de trabalho remunerado e não remunerado, levando a menores taxas de natalidade. O compromisso com a igualdade social e a questão do declínio das taxas de natalidade permitiram que as mulheres tivessem alguns direitos, como creche e abono de família. Por exemplo, na União Soviética, a licença maternidade foi estendida para três anos e o trabalho em meio período foi introduzido. Com o colapso do comunismo, muitos desses direitos foram revogados devido à nova democracia predominantemente masculina posta em vigor. Embora tenha havido um aumento de trabalhadoras, sua necessidade de apoio social, como creche não foi atendida, ignorada e invisibilizada.

### Ásia
Na Ásia Ocidental e Meridional, as mulheres representam apenas um terço da força de trabalho. Muitas delas, mesmo mulheres em países asiáticos mais modernizados, estão envolvidas no setor informal, em empregos ditos tradicionais para mulheres: cuidar ou ensinar, sem benefícios como seguro de saúde para funcionários ou planos de pensão.
A questão da dupla jornada é exacerbada nos países asiáticos devido à grande norma cultural de mulheres que fazem o trabalho de cuidado realizada por homens e mulheres. Em muitos países desenvolvidos, as mulheres abandonam o trabalho quando têm filhos para ter mais tempo para cuidar deles.
Nos países onde as mulheres têm que fazer trabalho remunerado para alimentar a família, falta regulamentação e normas de segurança em relação às trabalhadoras devido à abundância de trabalho informal disponível. Na Tailândia, por exemplo, devido à severa crise econômica de 1997, muitas mulheres têm empregos na indústria informal e muitas vezes trabalham de casa para poderem fazer seus trabalhos domésticos simultaneamente com seus trabalhos remunerados. Isso aumenta a intensidade de trabalho das mulheres que fazem mais de um trabalho em simultâneo, e demonstrou ter efeitos deteriorantes na saúde das mulheres.

## Causas

### Papéis de gênero
"Os papéis de gênero estão ligados a crenças sobre comportamentos apropriados para homens e mulheres". A socialização desempenha um papel importante na determinação dos papéis de gênero e o que é valorizado em uma época e cultura pode não necessariamente transcender a outra. Os papéis tradicionais de gênero contribuíram para a dupla jornada porque colocam as mulheres como cuidadoras, os homens como provedores e cada gênero ocupando sua própria esfera [injusta] de influência. Embora a pesquisa tenha mostrado que as atitudes sobre os papéis de gênero se tornaram mais igualitárias nas últimas décadas, "essas mudanças nas atitudes de gênero não foram acompanhadas por mudanças correspondentes na alocação do trabalho doméstico".

### Restrições do mercado de trabalho
Apesar da crescente participação das mulheres na força de trabalho, persiste uma divisão do trabalho por gênero. Há uma série de restrições no mercado de trabalho que contribuem para a dupla jornada. "As mulheres estão desproporcionalmente representadas no trabalho informal e concentradas em subempregos dentro do autoemprego." O mercado informal é geralmente precário e caracterizado por baixos salários, poucos benefícios e falta de proteções sociais oferecidas no mercado formal. Mesmo no mercado formal, há segregação ocupacional e disparidade salarial entre os gêneros. A segregação ocupacional pode ser horizontal ou vertical: a segregação horizontal limita as mulheres a determinados setores e ocupações, enquanto a segregação vertical as restringe a posições específicas nas hierarquias ocupacionais, impossibilitando-as de buscar um patamar mais alto dentro das mesmas. Homens e mulheres encontram-se diferentes níveis da hierarquia ocupacional. O “teto de vidro” é a relativa ausência de mulheres em cargos de chefia ou de gerenciamento devido a barreiras e normas institucionais. Mesmo em ocupações dominadas por mulheres, os homens geralmente ocupam os cargos mais qualificados e mais bem pagos.

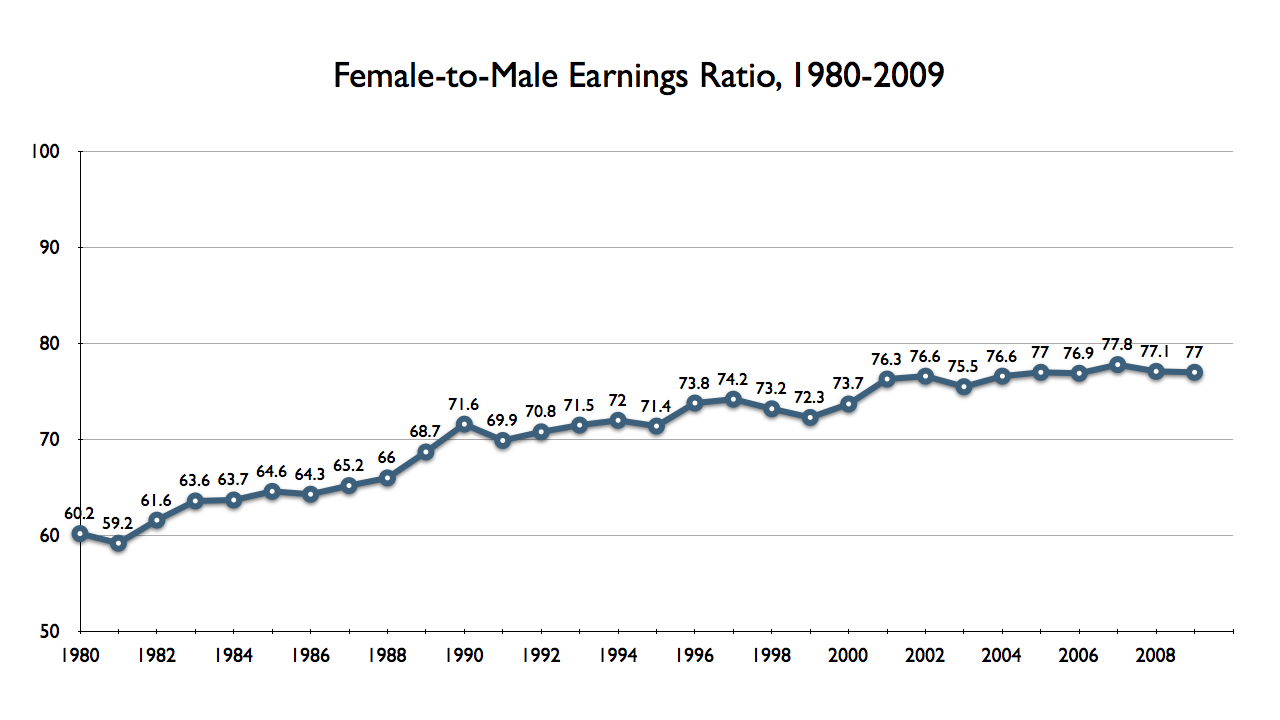
Desigualdade salarial nos EUA, 1980–2009. 001

A disparidade salarial entre homens e mulheres é uma possível consequência da segregação ocupacional. A diferença salarial entre homens e mulheres é a "diferença entre os salários ganhos por mulheres e homens".

### Pressões sociais
Existem diversas pressões sociais que se combinam para criar a dupla jornada feminina, incluindo alguns pensamentos econômicos sobre o trabalho doméstico, pensamentos sobre o ganho doméstico líquido e a noção percebida de que as mulheres são mais propensas a pedir licença parental do que os homens. Muitos ecônomos clássicos acreditam que a creche não contribui para o crescimento econômico da nação. Eles pregam que os estados de bem-estar social, como a Suécia, ⁣estão subsidiando o trabalho improdutivo, e muitas vezes pensam nas crianças como um animal de estimação que só consome sem crescer para ser trabalhadores produtivos. Há também a noção de que o ganho doméstico líquido de uma mulher que tira uma hora de seu trabalho não remunerado para fazer trabalho remunerado é sempre maior do que o ganho doméstico líquido de um homem que tira uma hora de trabalho remunerado para fazer trabalho não remunerado. Isso cria o pensamento de que as mulheres devem fazer trabalho remunerado e perder algum tempo fazendo trabalhos domésticos sem que o homem se afaste do trabalho remunerado para fazer trabalhos domésticos, criando um déficit de horas necessárias para fazer trabalhos não remunerados que precisam ser preenchidos. Além disso, as mulheres são vistas como mais propensas a pedir licença maternidade do que os homens, o que significa ser mais difícil para elas conseguir um emprego digno e bem remunerado, tendo efeitos negativos sobre o emprego feminino.

### Pressão política
Uma das pressões políticas, sugerida por Susan Himmelweit, é a questão de quem dar o poder. Quando há considerações de políticas, os políticos geralmente consideram o trabalho apenas como o trabalho remunerado, e não consideram a interdependência entre trabalho não remunerado/doméstico e trabalho remunerado. Também é comum pensar que as mulheres tomam decisões econômicas de forma semelhante aos homens. Normalmente não é o caso, porque para os homens, o pagamento é simplesmente uma compensação pelo tempo de lazer perdido. No entanto, para as mulheres, quando estão trabalhando no setor remunerado, ainda estão perdendo dinheiro porque precisam se provisões para o trabalho doméstico que não estarão podendo realizar: cuidar dos filhos ou fazer o jantar do zero por falta de recursos. Portanto, políticas que dão maior poder às pessoas que exercem trabalho remunerado, como cortar gastos públicos de modo a diminuir o imposto de renda, têm um efeito adverso sobre o emprego feminino e o efeito que a dupla jornada exerce sobre as mulheres. Tais políticas conferem maior poder e consideração às pessoas que trabalham no setor remunerado e menos às pessoas que trabalham no setor não remunerado.
Outra questão política em torno da dupla carga é que categoria de políticas afetam direta ou indiretamente aqueles que fazem o trabalho doméstico. Algumas empresas possuem políticas como uma taxa mais baixa para trabalhadores de meio período ou demitir trabalhadores quando engravidam, podem ser vistas como mecanismos para o desempoderamento mulheres. O debate é sobre se a segregação de gênero continua. De um lado, apenas pessoas com útero  engravidam, e há um número desproporcional de mulheres que trabalham meio período em vez de período integral, sugerindo que deveria haver subsídios para as mesmas. No entanto, há também o argumento de que, assim como os homens que não cumprem os padrões da empresa e não podem cumprir seu contrato, as mulheres que não podem realizar o trabalho com o desempenho esperado delas devem receber o número proporcional de benefícios e não devem ser concedidas exceções sobre os homens.

### Noção separada de trabalho remunerado vs. trabalho não remunerado
Como o termo duplo fardo pode sugerir, quando as pessoas consideram trabalho remunerado em relação ao trabalho não remunerado, elas geralmente os consideram como duas entidades separadas — que o homem ou a mulher está fazendo um, ou outro, mas não em simultâneo. Os homens, e principalmente as mulheres, muitas vezes realizam trabalho remunerado e não remunerado simultaneamente, criando a questão da intensidade do trabalho, onde a pessoa realiza muitas atividades em simultâneo para compensar o tempo necessário para realizar muitas coisas em um dia. As pesquisas domiciliares geralmente permitem que as pessoas escrevam apenas uma coisa que estão fazendo em determinado momento e não consideram que podem estar cozinhando enquanto limpam ou costurando, ou enquanto cuidam das crianças. Por causa disso, o tempo gasto para o cuidado de crianças e outras atividades domésticas pode ser subestimado. Esse mecanismo de enfrentamento de realizar duas ou mais tarefas em simultâneo, pode ser visto especialmente em mulheres em países de terceiro mundo e/ou em desenvolvimento. Por exemplo, muitas mulheres rurais do Caribe usam isso como um método para aumentar o número de coisas que podem realizar em um dia.

### Maior nuclearização da família
Devido à tendência crescente de diminuição da taxa de fecundidade, há um aumento da nuclearização da família, onde as famílias têm menos parentes imediatos para depender em momentos de necessidade. Por causa desse fenômeno, as famílias não têm uma família extensa de quem depender quando precisam de um cuidador ou alguém para auxiliar a fazer o trabalho doméstico, e devem recorrer a substitutos do mercado ou a um membro da família imediata fazendo o trabalho doméstico e remunerado.

## Diferenças de gênero

### Mulheres
Muitos estudos foram feitos para investigar a divisão do trabalho doméstico dos casais e, mais especificamente, sobre os papéis de gênero desempenhados por uma variedade de pessoas em todo o mundo. Conforme a Situação Mundial da Infância 2007, as mulheres geralmente trabalham mais horas do que os homens, independentemente de viverem em um país desenvolvido ou em desenvolvimento. A maioria dos estudos descobriu que, quando ambos os pais se deparam com um emprego em tempo integral, as mulheres enfrentam uma carga de trabalho doméstica maior do que os homens.  Consoante aos Estudos Latino-Americanos e Caribenhos do Banco Mundial, as mulheres mexicanas na força de trabalho ainda gastam cerca de 33 horas por semana realizando responsabilidades domésticas. Em contraste, os maridos contribuem apenas com cerca de 6 horas por semana. Ainda mais marcante, "as filhas contribuem com 14 horas semanais ajudando suas mães, enquanto os filhos passam o mesmo tempo que seus pais (ou seja, 5 – 6 horas semanais)." Um estudo feito pela Pesquisa Social Geral da Statistics Canada com 10.000 famílias, apontou que o homem médio gastava menos de duas horas por dia cuidando dos filhos e contribuindo com o trabalho doméstico, enquanto as mulheres gastavam em média pouco mais de três.  Este estudo destaca a distribuição desigual do trabalho entre os parceiros.  Entre pessoas pesquisadas, menos de quinze por cento dos casais concordaram em fazer a mesma quantidade de trabalho em casa.  83 por cento das mulheres participaram na limpeza da casa e na preparação de alimentos, em comparação com apenas 51 por cento dos homens entrevistados.
O livro de John Frederick Conway, The Canadian Family in Crisis, explora os efeitos da dupla jornada por gênero. Nos estudos de Conway, ele descobre as diferenças físicas, emocionais e psicológicas entre homens e mulheres que enfrentam a dupla jornada de trabalho no Canadá.  Descobriu-se que as mulheres que estão criando filhos e estão no mercado de trabalho são mais propensas a ter ansiedade e muitas outras doenças relacionados ao estresse do que as mulheres que apenas enfrentam uma das duas opções: ou o trabalho remunerado, ou o não remunerado/doméstico.

### Homens
Embora os efeitos de criar os filhos e ter uma carreira simultaneamente sejam vistos principalmente em mulheres em muitas sociedades, os homens em tais situações também são muito afetados.  Isso não é visto em todas as situações nos homens porque os efeitos nos homens diferem muito de como as mulheres são afetadas por essa responsabilidade extra.  Em The Canadian Family in Crisis, o autor sugere uma razão para que esses efeitos passem despercebidos na maioria dos estudos e pesquisas.  Isso porque o estresse das mulheres pode ser percebido por meio do trabalho direto que consiste no trabalho doméstico e na carreira, enquanto o estresse dos homens, na maioria das vezes, advém principalmente da tomada de decisões e dos conflitos trabalho-família.  Essas situações surgem onde o homem deve fazer a melhor escolha para o futuro de sua família.  Especificamente, isso inclui coisas como carga de trabalho, horas extras, decisões de turno e até mesmo aceitar uma promoção ou transferência.  Nessas situações, o homem é obrigado a fazer grandes escolhas que afetarão toda a família, trazendo mais estresse.  Os efeitos também passam despercebidos, visto que, nos papéis tradicionais de gênero, o homem deveria ser a espinha dorsal da família, quem majoritariamente financiará "o pão de cada dia" e, seria visto como fraqueza o homem demonstrar suas emoções e fragilidades para o resto da família.  Em pesquisas e estudos realizados, a maioria dos homens não gostaria de ser visto como fraco demais para lidar com suas responsabilidades, como o papel do homem adulto no lar, que no passado consistia em ser o principal sustentador econômico e figura física da família. Com isso em mente, é muito possível que alguns possam ter mentido quando pesquisados sobre esses tópicos.

## Tipos

### Trabalho vs. família
A paternidade é uma tarefa grande por si só, e quando um pai também tem uma carreira, pode causar a situação de dupla jornada, ou conflito trabalho-família. A tensão começa a se desenvolver quando mulheres e homens descobrem que as demandas de sua família estão em conflito com as demandas de seu trabalho.  Quando se enfrenta uma dupla jornada como essa, isso afeta como as decisões são tomadas na carreira e na família; este fardo poderia potencialmente afetar quando um casal decide ter filhos.  75% de todas as mulheres com empregos estão no auge da gravidez.  Quando o conflito entre a família e o trabalho se apresenta, o trabalho não remunerado que está sendo feito no lar pode ser cortado, devido a certos efeitos à saúde, ou como solução para lidar com as maiores demandas do local de trabalho. Passeios e visitas sociais e jantares em família são duas das primeiras coisas cortadas devido ao conflito trabalho-família.  Em um estudo de Ari Väänänen, May V. Kevin, et al. descobriram que, se um homem dava maior importância à família, era provável que ficasse em casa e não trabalhasse para lidar com demandas familiares extremas.  As maneiras pelas quais a carga dupla pode ser diminuída é com ajuda contratada em casa, creches e licenças de maternidade mais longas para as mulheres. Por exemplo, na Noruega, as mulheres têm as opções de 10 meses de licença maternidade, onde receberão 100 por cento de seu salário, ou 12 meses de licença, onde pagarão 80 por cento de seus ganhos.  Algumas empresas estão percebendo o efeito que a dupla carga de trabalho e uma família está tendo sobre seus funcionários e estão oferecendo horários de trabalho flexíveis para ajudá-los a lidar com a situação. Essas horas flexíveis não apenas ajudam o funcionário a lidar com o estresse, mas também beneficiam a empresa por os trabalhadores serem mais felizes, menos propensos a faltar, mais produtivos e a taxa de rotatividade é menor para a empresa.  Como diz Sophia Mwangi: "A paternidade é uma alegria. Nunca sejamos sobrecarregados por isso, mas vamos celebrar a alegria que ela traz. Celebre esses primeiros passos ou palavras, a primeira peça da escola, o dia da formatura, a aprovação nos exames, a conquista do primeiro emprego, o casamento, o nascimento de avós. Seja o que for, vamos celebrar nossos filhos. Não é fácil, mas a arte do malabarismo sempre pode ser dominada!"

### Família vs. escola
Criar uma família não é uma tarefa fácil, e decidir voltar para a escola enquanto cria uma família pode ser uma decisão monumental para a família, diz Carol Jacobs, do Jewish Employ-ment & Vocational Service. Seu conselho para aqueles que estão pensando em voltar para a escola é: "Fale com um consultor educacional e com pessoas da área em que você deseja estar". Ela acrescenta: "este é um compromisso e a decisão deve envolver sua família. Você estará disponível para ir ao jogo de softball do seu filho ou terá tempo para preparar o jantar?"  Há muitas razões pelas quais alguém adiaria a escola até que seus filhos sejam mais velhos, como não querer deixá-los na mão de uma babá constantemente em uma idade tão jovem.  No entanto, visto que as crianças crescem, os pais que buscam uma educação podem começar a perder eventos escolares que normalmente frequentariam. A culpa de ter que deixar uma criança enquanto cuida de assuntos educacionais é menor quando a criança tem idade suficiente para fazer perguntas sobre onde seus pais estão e compreender a resposta.  Mesmo que buscar uma educação enquanto nutre uma família tenha seu custo, os benefícios incluem conseguir um emprego com melhor remuneração, obter mais conhecimento e tornar-se mais estável financeiramente. Na maioria das vezes, esse fardo incluirá a pessoa que tenta equilibrar o trabalho com a família e a escolaridade, pois ainda precisa trabalhar para sustentar sua família simultaneamente. Para as pessoas com dificuldade em encaixar as aulas em sua agenda conforme as necessidades de sua família, há opções em que elas serão obrigadas a fazer todo o trabalho de um curso, mas tudo acontecerá online. Por exemplo, a Universidade de Delaware e a Universidade de Phoenix Online têm programas de Bacharelado em Enfermagem e Mestrado em Enfermagem para que as pessoas concluam de forma remota.

### Tutores solo vs. casados

#### Fardos duplos monoparentais
"Os tutores solo normalmente não têm o luxo de dividir as tarefas entre dois adultos em casa."  "Os tutores em uma família de casal podem conseguir dividir suas tarefas para que um dos tutores se especialize em atividades geradoras de renda ou relacionadas ao trabalho/estudo e o outro se especialize mais em atividades domésticas e não geradoras de renda."  Os tutores casados têm essa opção de dividir a carga de trabalho, embora isso geralmente não aconteça, mas os pais solos não têm a opção de dividir a carga de trabalho com ninguém.
A dupla jornada é geralmente vista como um problema primário para mulheres solteiras ou casadas. No entanto, muitas vezes é menos reconhecido que os homens também podem e muitas vezes passam pelas mesmas provações e dificuldades, tentando equilibrar o trabalho e a família.  No livro The Canadian Family in Crisis, Conway aborda essa questão com um argumento de Eichler. Eichler diz: "⁣As ciências sociais falham em entender os homens" por tenderem a "minimizar ou ignorar um potencial conflito entre trabalho e o lar para os homens". Os homens casados podem evitar o impacto total da dupla jornada, mas os pais solo são totalmente incapazes de evitar a dupla jornada envolvendo a família e do trabalho.  Embora os pais solo enfrentem o mesmo número de problemas que as mães solo, eles têm duas vantagens que jogam a seu favor. Os homens geralmente têm uma renda maior com menos tempo de solteiro do que as mulheres. No entanto, até que eles estejam com um perceire ou tenham um auxílio doméstico, os homens ainda devem lidar com a frustração sexual e emocional, como as mulheres.  Eles devem lidar com o equilíbrio entre trabalho, cuidados infantis e responsabilidades domésticas. Os pais solo geralmente duvidam de sua capacidade de ser pais sendo desafiados psicologicamente.  "Os problemas enfrentados pelo pai solo que trabalha são mais que meros problemas logísticos compartilhados por todos os pais que trabalham. Ele tem que mudar a maneira como se sente sobre si nos papéis de gênero como homem."  Um homem que é pai solo e sente os efeitos da dupla jornada pode e vai interferir em sua carreira, assim como acontece com uma mãe solo que concilia a família com uma carreira.  A pesquisa mostrou que 5 por cento dos pais solo foram demitidos de seus empregos devido à dupla jornada e outros 8 por cento pediram demissão porque a dupla jornada se tornou um fardo demais para eles equilibrarem o trabalho e a família.  Portanto, os pais solo um impacto talvez equivalente à jornada dupla sofrido pelas mulheres.
A dupla carga que as mães solo suportam tem um precedente histórico e ainda existe atualmente. As mães solo geralmente têm taxas mais altas de emprego e filhos em casa, e sofrem níveis mais altos de dupla jornada. As mulheres também costumam ter menos recursos econômicos do que os homens e não têm parceire para dividir a carga de trabalho. Mães solo geralmente estão sob vulnerabilidade econômica. Elas enfrentam discriminação no trabalho e não recebem um salário equivalente aos homens, portanto haverá mais dificuldades em manter a dupla jornada de trabalho.

#### Pais casados, fardos dobrados
Devido aos injustos papéis de gênero, as mulheres na força de trabalho geralmente não tem sido acompanhadas por qualquer relaxamento das expectativas para suas atividades familiares e domésticas, muitas mulheres hoje enfrentam a dupla jornada das responsabilidades domésticas e profissionais.  Muitas mulheres assumem a maior parte das obrigações domésticas do lar, mesmo quando estão trabalhando em tempo integral. Isso gera raiva e frustração, pois essas mulheres sabem que fazem a maior parte do trabalho doméstico no topo de suas carreiras. Reconhece-se que há mais razões, além dos papéis de gênero, para haver uma diferença na carga do trabalho doméstico realizado por homens e mulheres.  Algumas teorias sugerem que as expectativas atribuídas as mulheres em relação à limpeza doméstica são maiores que aos dos homens. As mulheres sentem que, mesmo que inconscientemente, devem ser responsáveis pela condição da casa de uma forma que os homens não são/devem.  Os homens investem a maior parte do tempo em suas carreiras, mas as mulheres gastam o dobro desse tempo cuidando dos filhos, do estado da casa e cuidando das responsabilidades domésticas.  Em um gráfico do Bureau of Labor Statistics dos EUA em 2004, que compara a carga de trabalho de homens e mulheres casados entre 25 e 54 anos, as mulheres são exibidas como realizando cem por cento mais tarefas domésticas do que os homens, e os homens são exibidos como tendo mais lazer do que as mulheres.  À medida que a dupla jornada aumentou em 1980, as mulheres tornaram-se mais críticas em relação a seus casamentos do que os homens e queriam que os homens fizessem mais em casa para aliviar o fardo de um "segundo turno". A dupla jornada das mulheres com empregos e ainda carregam a maior parte do trabalho doméstico em casa leva as mulheres a entrar com pedido ou iniciar o divórcio.
Este conceito de dupla jornada com os casais é um fenômeno mundial. Em diferentes culturas do mundo, as mulheres passam mais horas no trabalho do que os homens. No Japão, uma vez casadas, ainda se espera que sejam esposas e mães dedicadas que dão todo o seu esforço ao lar, mesmo depois de um dia inteiro de trabalho.  As mulheres latino-americanas, que entram agora no mercado de trabalho em grande número, ainda enfrentam a dupla jornada, ou jornada dupla.  Embora na cultura latino-americana os homens estejam começando a interagir mais com as crianças e ajudando mais em casa, as principais responsabilidades domésticas ainda recaem sobre as mulheres da casa. Às vezes, as mulheres, as principais assalariadas, ainda são relegadas à maior parte do trabalho doméstico. Os homens europeus são mais propensos a brincar e interagir com seus filhos, mas não são propensos a participar plenamente de seus cuidados diários.  Eles são mais propensos a contribuir com suas esposas em casa, mas raramente realizam todas as tarefas domésticas igualmente. Os homens geralmente não vivem de acordo com sua crença de divisão igualitária do trabalho doméstico: eles podem acreditar em uma carga de trabalho igual na casa, mas a inconveniência de assumir o trabalho feito por suas esposas impede muitos de seguir adiante.
Além disso, o "trabalho doméstico" tem sido tradicionalmente definido como atividades relacionadas ao "bem-estar", como cozinhar e limpar. No entanto, os homens casados geralmente contribuem mais para atividades de manutenção doméstica e material, construção e reparos que geralmente não são capturadas por obrigações domésticas. 

### Famílias de classe média vs. famílias pobres

#### Famílias de classe média
As famílias de classe média costumam usar substitutos do trabalho doméstico para compensar o tempo perdido enquanto trabalham no setor remunerado. Eles ganham tempo cuidando das crianças usando ajuda remunerada (como babás) e creches. Eles também diminuem a carga de trabalho remunerado e não remunerado usando eletrodomésticos, como: micro-ondas, máquinas de lavar roupas e lava- louças, além de comprar alimentos pré-fabricados, comer fora e usar serviços de lavanderia.

#### Famílias pobres
As famílias pobres estão muito mais limitadas na sua capacidade econômica de "comprar" de volta o tempo perdido através do mercado. Em vez de contratarem substitutos para contribuírem no trabalho doméstico, tentam satisfazer as suas necessidades sem gastar dinheiro, ou gastando o mínimo possível, cuidando das crianças em vez de contratarem ajuda, cuidando dos doentes em vez de os levarem ao hospital, e fazendo comida do zero, em vez de comprarem comida pré-fabricada. Como as famílias pobres lidam com a dívida de tempo é para o principal cuidador intensificar o tempo passado a trabalhar, fazendo múltiplos trabalhos de uma só vez. É chamado intensidade de trabalho quando as pessoas aumentam a intensidade do seu trabalho para compensar a sua falta de tempo para terminar tudo o que precisa de ser feito, ocorrem muitos problemas de saúde.

## Efeitos

### Efeitos na saúde

#### Estresse
Quando confrontado com a dupla jornada de ter que lidar com as responsabilidades tanto da carreira quanto dos deveres domésticos, às vezes a saúde de uma pessoa é afetada. Muitas pessoas que enfrentam essas circunstâncias têm uma hipótese maior de adoecer, pois, a saúde e o estresse parece estar correlacionados, já que o estresse tem sido implicado em até 80 por cento de todas as doenças, conforme encontrado pelo relatório efetuado pelo Canadian Advisory Council sobre o Status de Mulheres. Em um artigo escrito por uma equipe de pesquisadores do conselho, descobriu-se que homens e mulheres confrontados com uma exacerbação de problemas de trabalho e familiares eram 1,5 a 1,6 vezes mais propensos a ter uma ausência por doença do que outros. Homens e mulheres nessas situações também demonstraram ser mais propensos a enfrentar estresse psicológico e até se considerarem menos saudáveis do que seus colegas que em situação semelhante.
Embora as mulheres que enfrentam a dupla jornada, geralmente possuem um nível maior de estresse do que a maioria das mulheres da sociedade atual, cujo ficou comprovado que elas são psicologicamente mais saudáveis do que as mulheres que não se deparam com essas circunstâncias, seja por ser dona de casa ou por ser apenas trabalhadora sem filhos para cuidar.

#### Taxa de mortalidade
Em um estudo feito por Rosamund Weatherall, Heather Joshi e Susan Macran da London School of Hygiene and Tropical Medicine em 1994, a pesquisa apresentada sugere que as mulheres que vivem a dupla jornada, têm uma taxa de mortalidade menor do que as mulheres que são simplesmente donas de casa.  As mulheres observadas que trabalhavam em tempo parcial apresentaram uma taxa de mortalidade menor do que as mulheres com trabalho em tempo integral e filhos. O mesmo estudo também sugere que as mulheres com filhos pequenos são menos propensas a morrer do que as mulheres que não têm filhos ou têm filhos mais velhos. Embora essa evidência não possa ser estritamente atribuída à dupla carga de ter filhos e uma carreira profissional, ela pode dar uma boa indicação de uma tendência na sociedade. Além disso, este estudo foi realizado em vários países, incluindo Inglaterra, País de Gales e os Estados Unidos, dando às informações apresentadas no estudo uma perspectiva mais global sobre a dupla jornada.

#### Ausências por doença
Em vários países ocidentais, verificou-se que as ausências por doença para as mulheres são maiores que para os homens. Ao investigar as razões por trás disso, um estudo feito na Suécia publicado em 1996 descobriu que metade da diferença entre os sexos pode ser descartada se você tirar os dias perdidos pelas mulheres grávidas. Ao ter em conta os efeitos na saúde da dupla jornada, o nascimento de uma criança é sempre uma possibilidade para as mães que já se vêm confrontadas com o cuidado de crianças e com uma carreira, afetando elas e a sua saúde. Em muitos estudos, pesquisadores tentaram relacionar diretamente as ausências por doença ao efeito da dupla jornada. A pesquisa tem tido algum sucesso, pois se sabe que as mulheres que enfrentam o trabalho e os cuidados com os filhos solicitam mais dias de ausência do que os homens na mesma situação. Além disso, as esposas que trabalham com filhos têm o dobro da taxa de ausência dos homens colocados na mesma posição em conflitos familiares e de trabalho.

#### Perda de sono
O estresse de manter uma carreira e uma casa também pode levar à perda de sono. Nos papéis de gênero tradicionais, geralmente é a mãe quem acorda a família pela manhã, enquanto prepara o café da manhã e leva os filhos para a escola antes de ir para seu próprio trabalho.  À noite, a mãe cozinha e faz várias outras atividades pela casa que fazem com que ela também seja a última pessoa a se recolher durante a noite. Constatou-se que as mulheres trabalhadoras dormem vinte e cinco minutos a menos por noite devido exclusivamente à sua responsabilidade pelo trabalho doméstico.  A aplicação dessa estatística em maior escala leva à suposição de que as mulheres, em média, perdem até treze horas de sono por mês devido aos afazeres domésticos. Pode-se supor ser possível que uma mulher média perca até cento e cinquenta e seis horas de sono durante um ano devido ao trabalho doméstico e dos deveres maternos. 

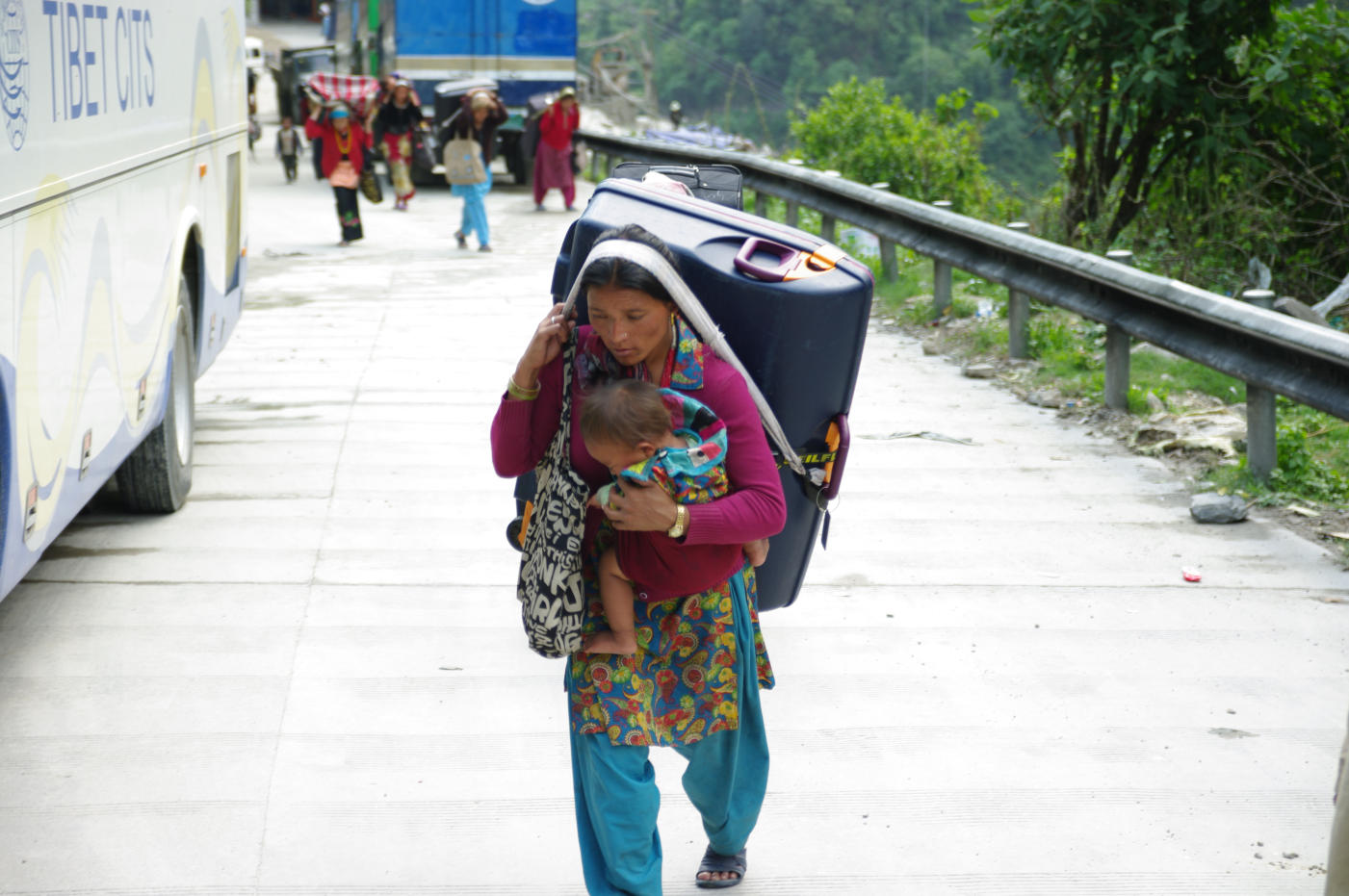
Mulher trabalhando enquanto cuida de seu filho

#### Intensidade de trabalho
Para muitas mulheres e homens pobres cujas horas de trabalho chegam ao ponto em que não podem mais reduzir o tempo de lazer para dedicar tempo ao trabalho doméstico e remunerado, a intensidade do trabalho é um problema porque intensificam muitas vezes seu tempo de trabalho realizando duas ou mais atividades em uma vez, como cuidar de crianças enquanto cozinha. A intensidade do trabalho pode levar a muitas consequências negativas para a saúde, como falta de sono, estresse e falta de recreação.

### Efeitos econômicos
Há muitos efeitos econômicos para a pessoa que tem que arcar com a dupla jornada. Muitas vezes, esta tende a ser a mulher no relacionamento, por isso tem sido feita uma análise sobre o efeito econômico da dupla jornada sobre as mulheres. Segundo Himmelweit (2002), como muitas vezes as mulheres ganham menos que os homens, existe o pensamento de que a mulher deve ser aquela que deve adequar seu trabalho remunerado às atividades domésticas, como cuidar dos filhos. Por isso, têm muitas tarefas domésticas nas quais as mulheres muitas vezes assumem empregos de meio período e empregos no setor informal para equilibrar o trabalho remunerado com o trabalho doméstico. Os empregos de meio período e os empregos no setor informal possuem um salário menor do que os empregos de período integral, de modo que os homens precisam aumentar suas horas de trabalho remunerado para compensar a falta de renda familiar. Isso "enfraquecerá o poder aquisitivo dela e fortalecerá o dele", levando a uma distribuição desigual do poder no lar, e permitirá que o homem explore o trabalho não remunerado da mulher. Esta situação pode ter consequências negativas principalmente para a mulher: ela é percebida como tendo menor contribuição econômica para o lar, visto que o trabalho doméstico é visto como menos contributivo do que o trabalho remunerado. Tais consequências negativas incluem a ausência de uma ameaça de divórcio, em que a mulher não tem os meios econômicos para pedir o divórcio porque não tem um emprego a tempo inteiro, com menos dinheiro que recebe pessoalmente, diminuindo a sua percepção das contribuições para o agregado familiar.

## Soluções

### Evolução cultural
Conforme discutido na seção anterior sobre Causas, a dupla jornada é um produto de estruturas de poder patriarcais e modelos capitalistas de trabalho, enquadrando valores que ainda persistem socialmente. Embora carregado com o potencial de caos e desgraça, foi sugerido que derrubar as estruturas de poder patriarcais e capitalistas solucionariam a dupla jornada e a desvantagem social atribuída às mulheres.

### Iniciativas voltadas para a família
Iniciativas voltadas para a família são uma solução possível para redistribuir a carga de trabalho não remunerado e diminuir a dupla jornada. Possíveis iniciativas incluem horários de trabalho flexíveis; opções de tempo parcial e de compartilhamento de trabalho; licença parental; subsídios para cuidados infantis; e opções de creche nos locais de trabalho. Existem duas abordagens principais para ajudar as famílias trabalhadoras: "Uma enfatiza a importância da ação de dentro, com ênfase em iniciativas privadas, internas e locais em empresas e organizações para alterar as normas, convenções e práticas do local de trabalho. A outra abordagem exige intervenções governamentais destinadas a facilitar o cuidado adequado para as crianças com menos sacrifício das oportunidades de emprego, promoção e compensação dos pais".

### Iniciativas governamentais
Os países nórdicos exemplificam o uso de iniciativas voltadas para a família. Por exemplo, uma licença parental de nove meses é dividida em terços na Islândia. Para casais heterossexuais, três meses são para a mãe, três meses intransferíveis são para o pai, e há três meses que ambos os pais podem compartilhar. "O reembolso é de 80% do salário. De 2001 ha outubro de 2003, o número médio de dias tirados pelos homens aumentou de 39 para 83, e 13% dos pais islandeses usaram mais do que sua parte intransferível."

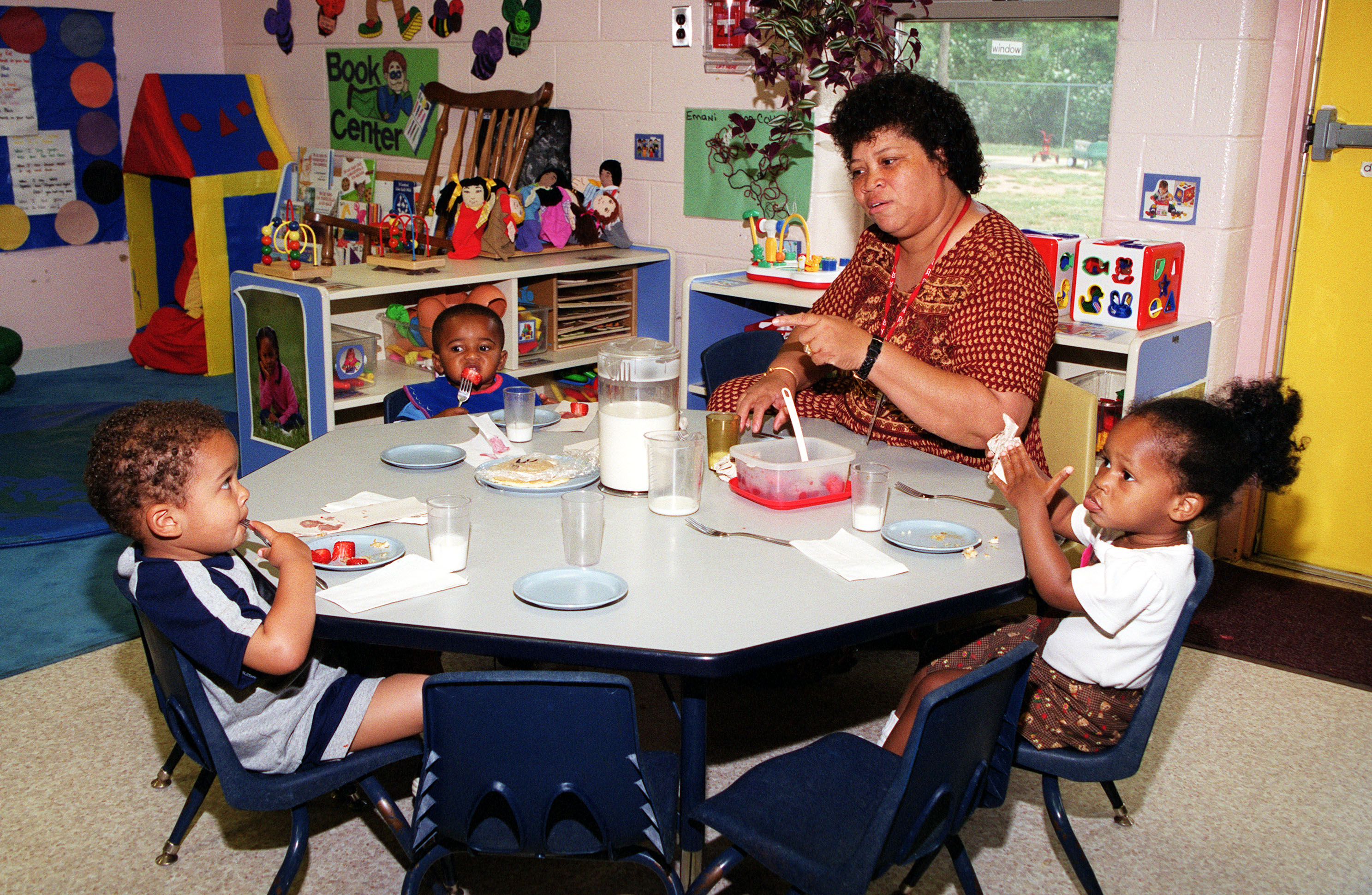
Creche

Iniciativas governamentais voltadas para a família, como subsídios para crianças e creches mais baratas, também podem diminuir muito a diferença de gênero no local de trabalho, possibilitando a mulher trabalhar mais horas fora de casa. Além disso, ao desenvolver políticas relacionadas ao trabalho remunerado, é importante fazer também avaliações de impacto de gênero para calcular o impacto de uma política no setor remunerado e não remunerado.

### Iniciativas no local de trabalho
Sempre que se fala em novas políticas relativas a novas políticas de horário de trabalho, muitas vezes há o argumento de mais horas de trabalho em troca de uma semana de trabalho mais curta. Por exemplo, muitos são a favor de horas de trabalho mais longas, como "três dias de dez horas ou quatro dias de oito horas". No entanto, muitas vezes este não é o melhor horário de trabalho para quem cuida de crianças, porque as crianças vão à escola talvez seis horas por dia, não oito ou dez. Os zeladores prefeririam o contrário — jornadas mais curtas e semanas mais longas, como jornadas de seis horas de trabalho seis vezes por semana, com limites de trabalho noturno e horas extras, além de horários flexíveis. De modo a diminuir a carga de cuidar de crianças e tarefas domésticas, bem como trabalhar no setor remunerado, os locais de trabalho devem considerar políticas que considerem as horas de trabalho preferidas dos cuidadores. Além disso, muitas vezes acontece de muitos trabalhadores fazerem malabarismos entre o trabalho doméstico e o trabalho remunerado. Interessar-se obter os trabalhadores mais eficazes, as empresas devem considerar a mudança de suas políticas para atrair as melhores pessoas no campo.

## Crítica
Um documento que rejeita as estatísticas da Fundação Europeia para a Melhoria das Condições de Vida e de Trabalho como "a principal fonte de polêmicas tendenciosas sobre o fardo injusto das mulheres e a desigualdade de gênero", afirma que a ideia de um duplo fardo é um mito e conclui, em vez disso, que "em média, mulheres e homens em toda a Europa faz o mesmo número total de horas de trabalho produtivo, visto que os empregos remunerados e o trabalho doméstico não remunerado são somados — cerca de oito horas por dia."